# 結界
结界（巴利語：baddha-sīmā；梵語：sīmā-bandha，或bandhaya-sīman，音譯畔陀也死曼）是佛教术语，原為僧伽在布薩等集聚一處時，隨處劃定一定之界區，限定僧侶活動的範圍，以免僧眾動輒違犯別眾、離宿、宿煮等過失。巴利律注中提到，界分為「已結之界」(baddha-sīmā)和「未結之界」(abaddha-sīmā)兩類，近於南山律中所稱之「作法界」和「自然界」。
後來因真言宗的發展，於修密教法時，為防止魔障侵入，劃一定之地區，以保護道場與行者，稱為結界、結護。
結界為具有一定法力效力的范围，其作用通常是保护性的。即堅固所住地之地結印（金剛橛）與四方設柵以防他人侵入之四方結印（金剛牆），俟本尊入道場後，在虛空張網覆道場上，令入其中者無障難，即結虛空網印（金剛網）；又在道場四方設柵，周圍繞以火焰護衛之，即結火院印（金剛炎）。
佛教修行者通过遵循一定的仪式可以构造结界。例如按照《大悲心陀罗尼经》第二十一节：

其結界法者。取刀咒二十一遍。劃地為界。或取淨水咒二十一遍。散著四方為界。或取白芥子咒二十一遍。擲著四方為界。或以想到處為界。或取淨灰咒二十一遍為界。或咒五色線二十一遍。圍繞四邊為界。皆得。

## 动漫
在一些动漫作品中，结界的概念被拓展，也通常具有可见的边界和范围。

## 外部連結
- 大華嚴寺佛学名词[永久]

1. 1 2  verfasst von Mahanama. .   [2019-03-18]. （原始内容存档于2019-08-07）.
2. ↑  《大毘盧遮那成佛經疏》：「畔陀也死曼……上句結下句界也。此意云一切方處所結界也」
3. ↑  《四分律行事鈔資持記》：「釋結界篇。結謂白二（白二羯磨）限約，即能被之法。界，謂分隔彼此，即所加之處。」
4. ↑  屈大成.  (PDF). 正觀. 2014  [2019-03-18]. （原始内容存档 (PDF)于2019-06-05）.